# Smeltwater

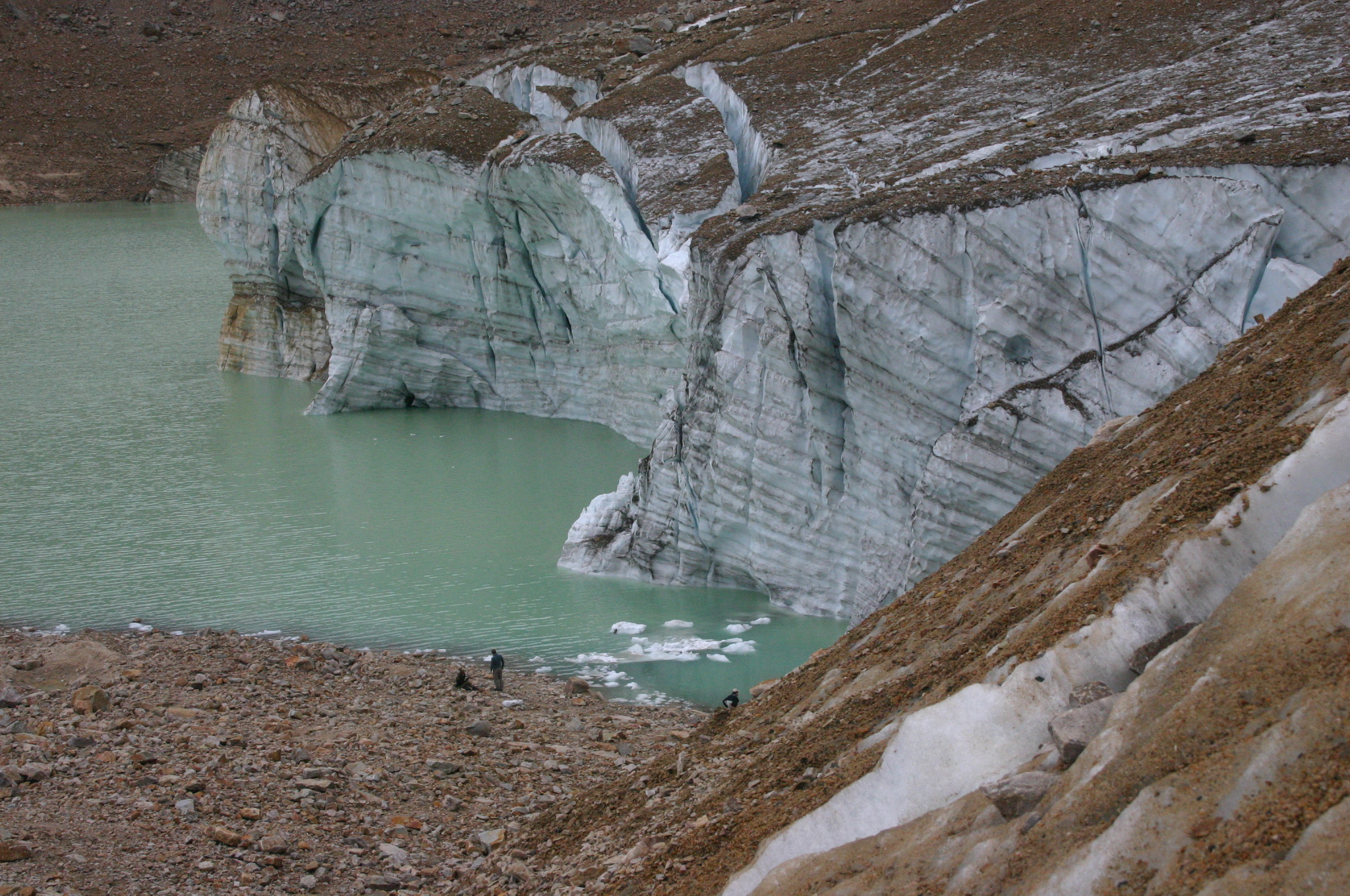
Smeltwater van Cavell Glacier.

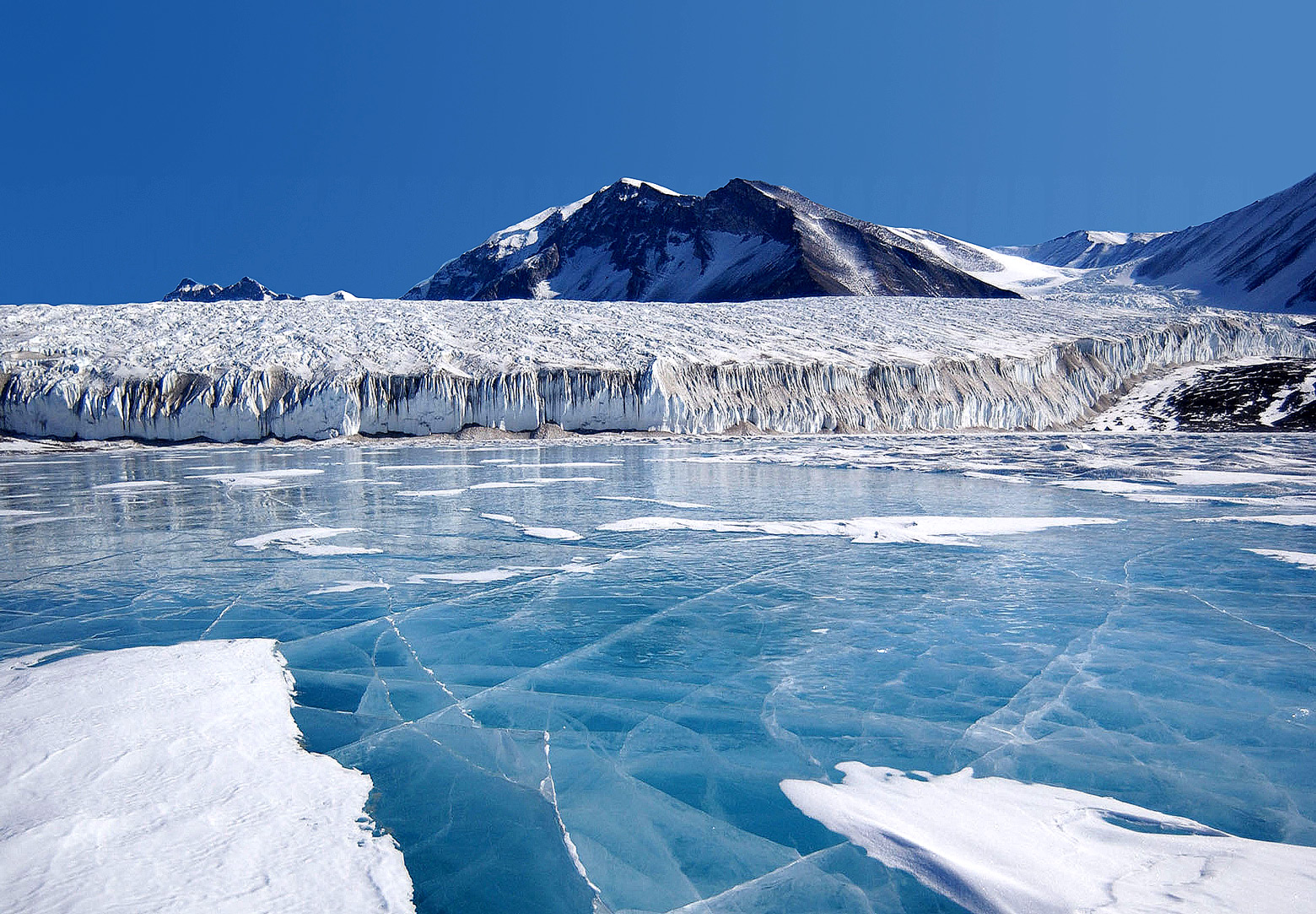
Opnieuw ingevroren smeltwater van de Canada Glacier.

Smeltwater is het water dat afkomstig is van gesmolten sneeuw of ijs. 
Het smeltwater wordt vaak gevonden in de ablatiestreek van gletsjers, waar de sneeuwdekking minder is. 
Smeltwater is afkomstig van gletsjers of sneeuwvelden. Het vormt in een gletsjer rivieren die onderaan de gletsjer verlaten door een zogenaamde gletsjerpoort. Morenes vormen vaak barrières die het smeltwater tegenhouden in gletsjermeren. Deze meren hebben een briljant blauwe kleur vanwege "keileem", een sediment dat door de erosieve werking van de gletsjer geproduceerd wordt. Dit fijne poeder mengt met het water en breekt zonlicht waardoor het water een melkachtige turkooise verschijning krijgt.
Smeltwater kan tijdens vulkanische uitbarstingen in gebieden met een (permanente) ijskap in grote hoeveelheden geproduceerd worden en dan voor gevaarlijkere lahars zorgen. Het smeltwater kan zich dan onder het oppervlak van het ijs verzamelen. Meren die op deze manier worden gevormd noemt men subglaciale meren. Een voorbeeld van zo'n meer is te vinden in het gebied van de Bindschadler Ice Stream op West-Antarctica.
Smeltwater doet ook dienst als smeermiddel in de basis voor het glijden van gletsjers. 
Onderzoekers schatten dat 40% van de gletsjers weg kan smelten de komende eeuwen als gevolg van de opwarming van de Aarde. Smeltwater is voor een deel van de wereldbevolking een belangrijke bron van drinkwater en het verdwijnen van gletsjers heeft nadelige gevolgen voor mensen.